# Norma (keresztnév)
A Norma Bellini Norma című operája nyomán terjedt el, főleg angol nyelvterületen. Eredete bizonytalan, lehet, hogy latin szóból származik, ekkor a jelentése szabály, minta.

## Gyakorisága
Az 1990-es években szórványos név, a 2000-es években nem szerepel a 100 leggyakoribb női név között.

## Névnapok
- április 13.[2]
- április 23.[2]
- május 23.[2]

## Híres Normák
- Marilyn Monroe (eredeti nevén Norma Jeane Baker vagy Norma Jeane Mortensen)
- Bellini Norma című operájának címszereplője